# Chevrolet LUV
Chevrolet LUV (Light Utility Vehicle) — среднеразмерный пикап, выпускаемый Chevrolet с 1972 по 1982 год. Вытеснен с конвейера моделью Chevrolet S-10.
С 1972 по 2005 год японская компания Isuzu производила пикапы Chevrolet LUV под маркой Isuzu Faster для японского рынка.

## Первое поколение (1972—1980)
Автомобили Chevrolet LUV первого поколения были представлены в 1972 году. Поскольку двигатели соответствовали японским стандартам, значительная часть моделей производилась в Японии. На некоторых рынках модель производилась под названием Isuzu KB.
В Австралии и Северной Америке автомобили производились под названием Holden Rodeo.

### Галерея

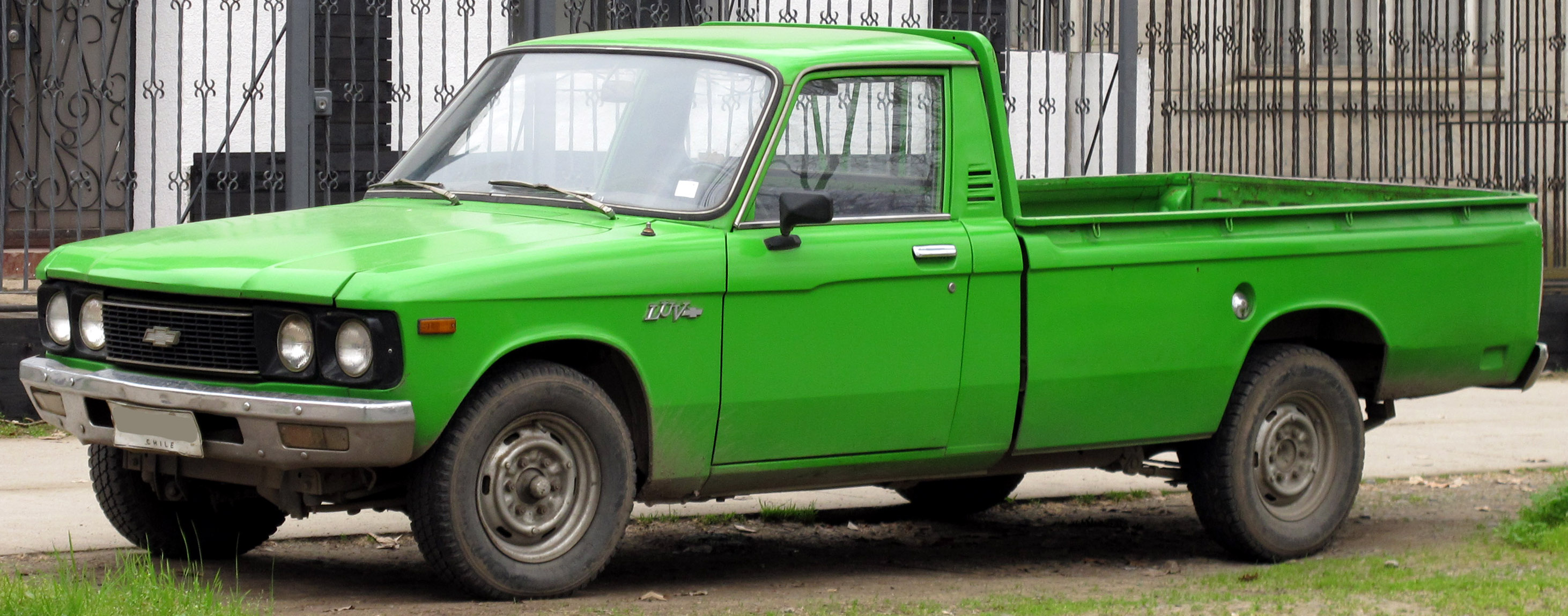
Chevrolet LUV 1600
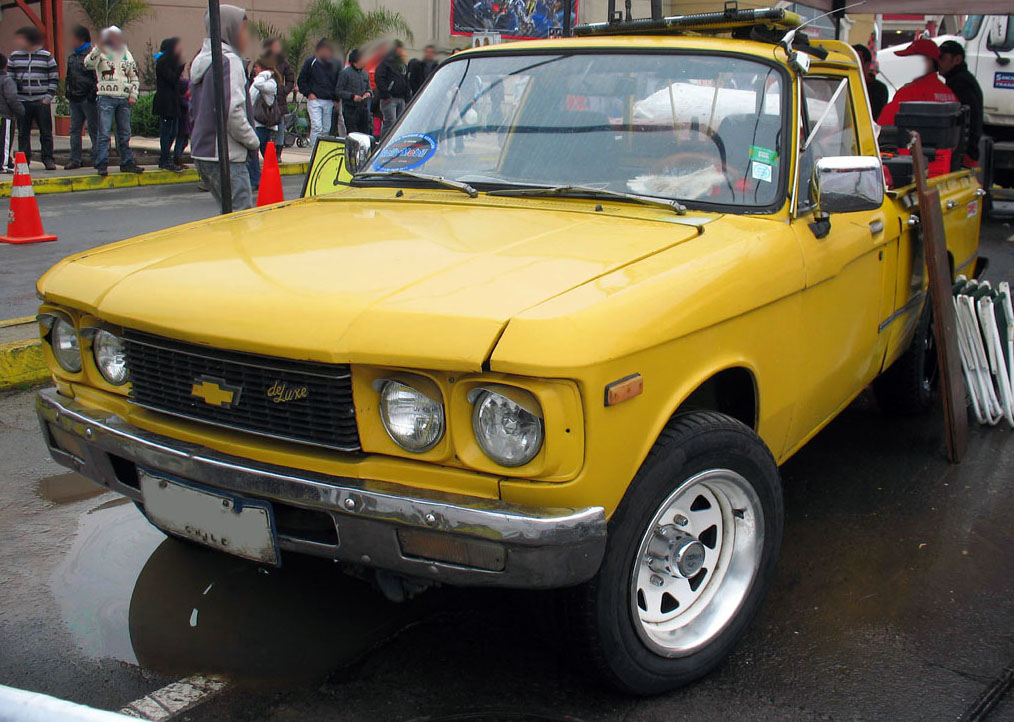
Chevrolet LUV Deluxe в Чили
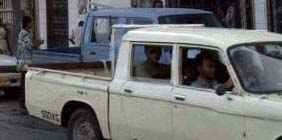
Isuzu Faster с двойной кабиной

## Второе поколение (KB; 1980—1988)
Значительная часть автомобилей Chevrolet LUV второго поколения также производилась в Японии компанией Isuzu. В Великобритании автомобиль производился компанией Bedford Vehicles под названием Bedford KB (ранее выпускался как Bedford Brava). В 1982 году автомобиль Chevrolet S-10 пришёл на смену Chevrolet LUV.
В Чили автомобиль Isuzu Faster производился из комплектов ЧКД.

### Галерея

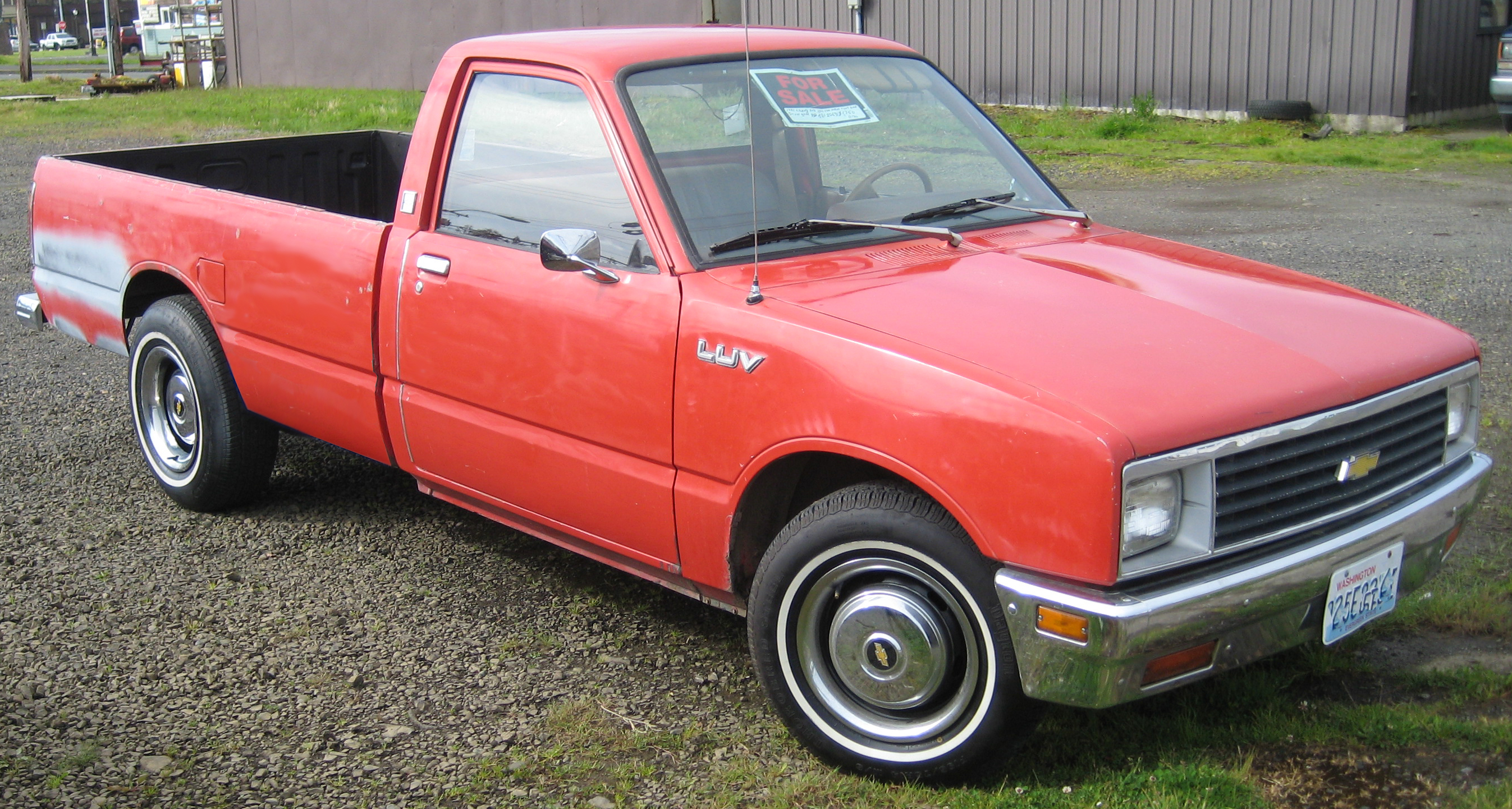
Chevy LUV
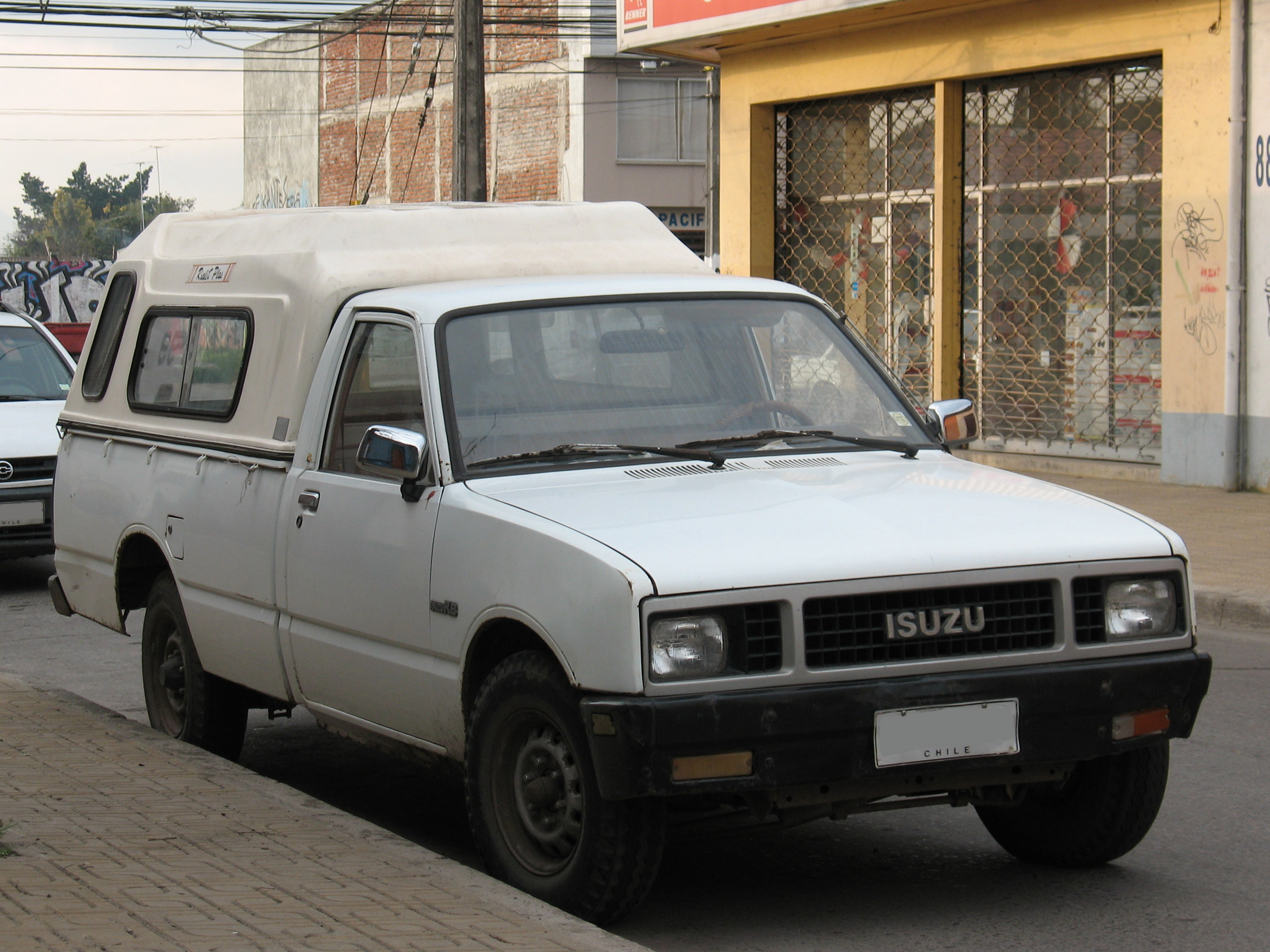
Isuzu KB (Чили)
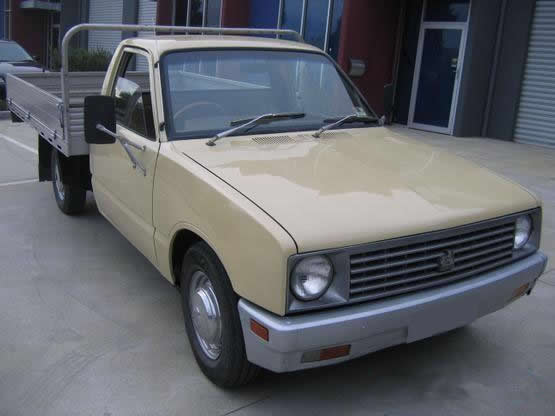
Holden Rodeo (KBD26)
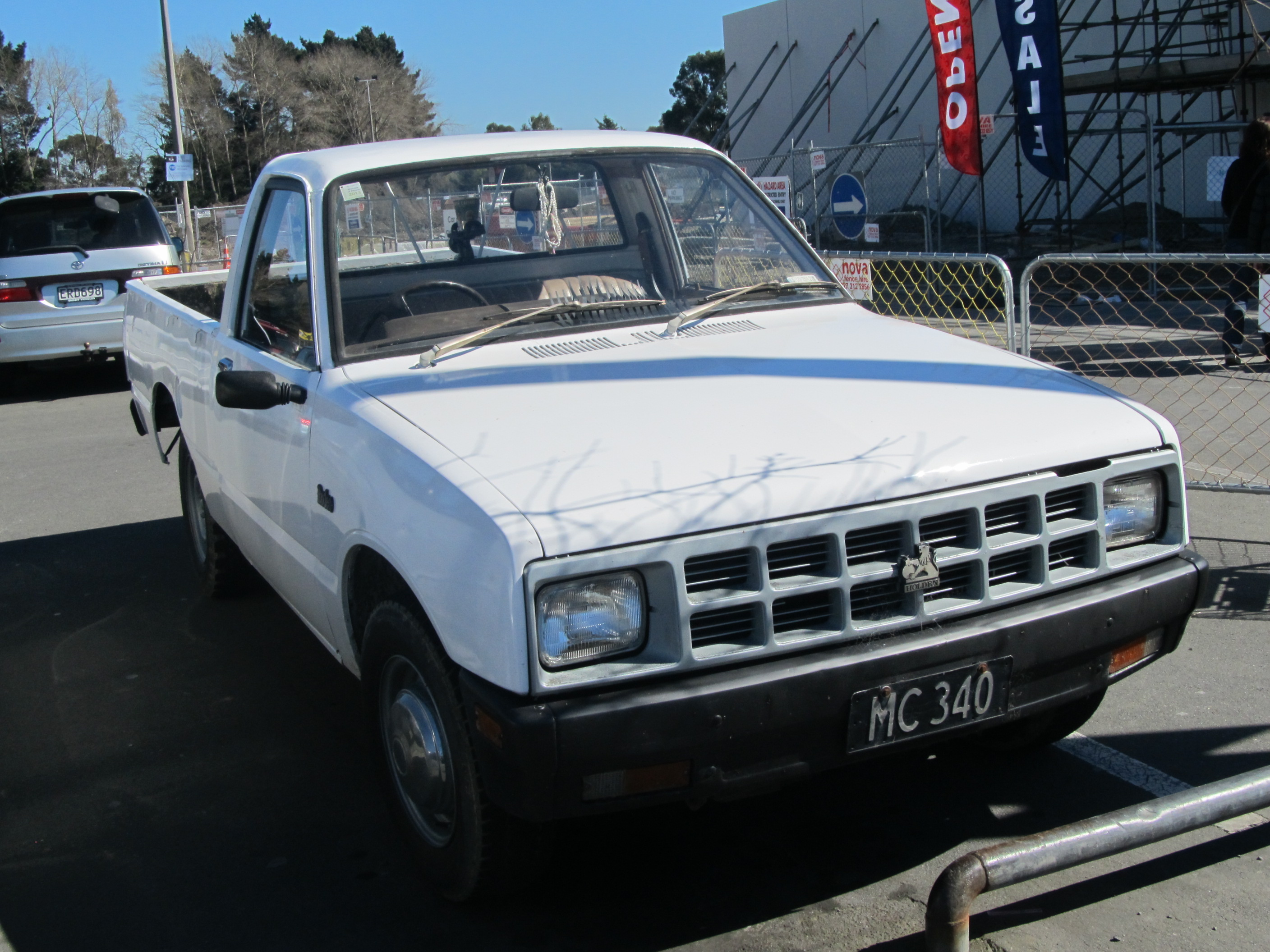
Holden Rodeo (KB)
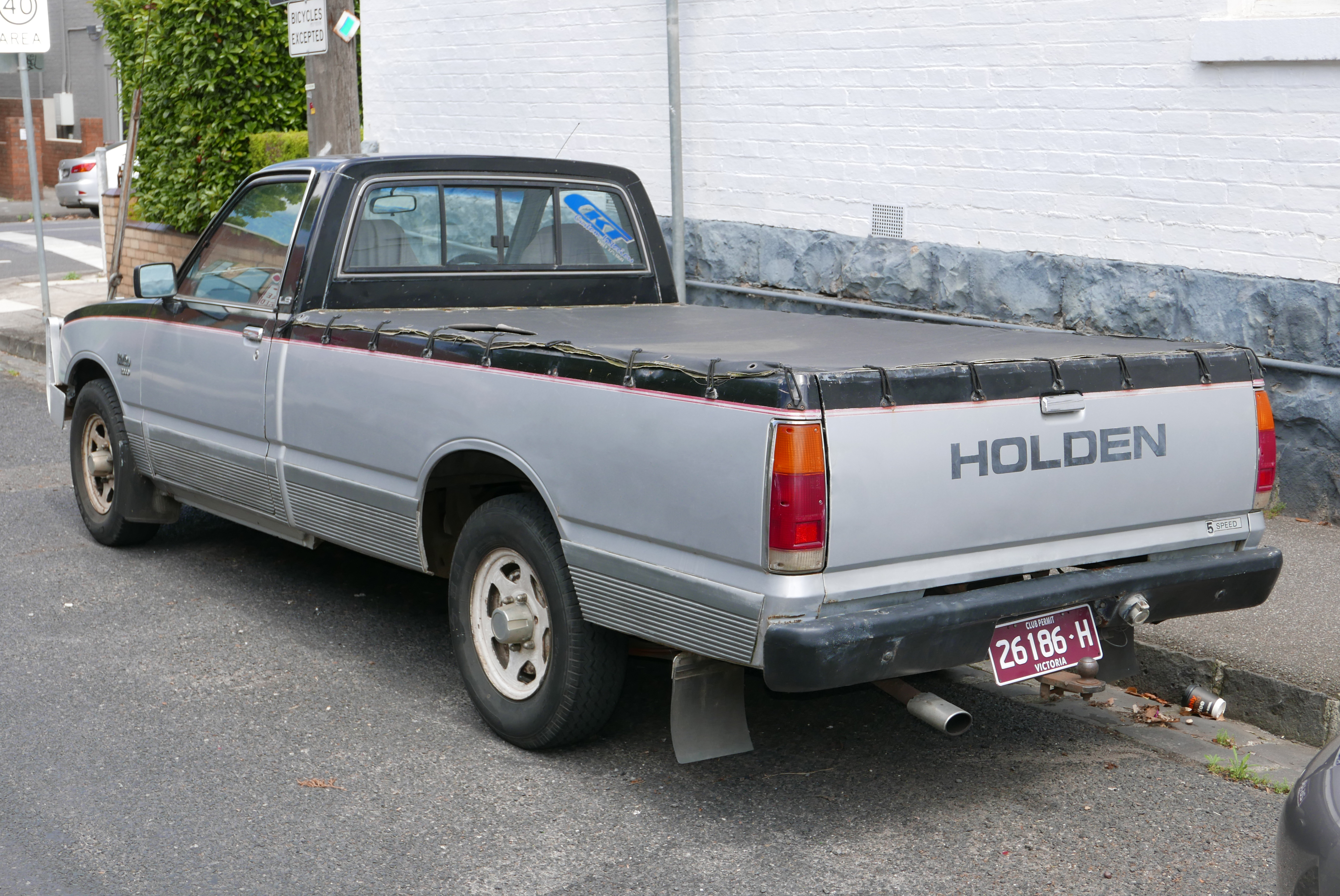
Holden Rodeo LS
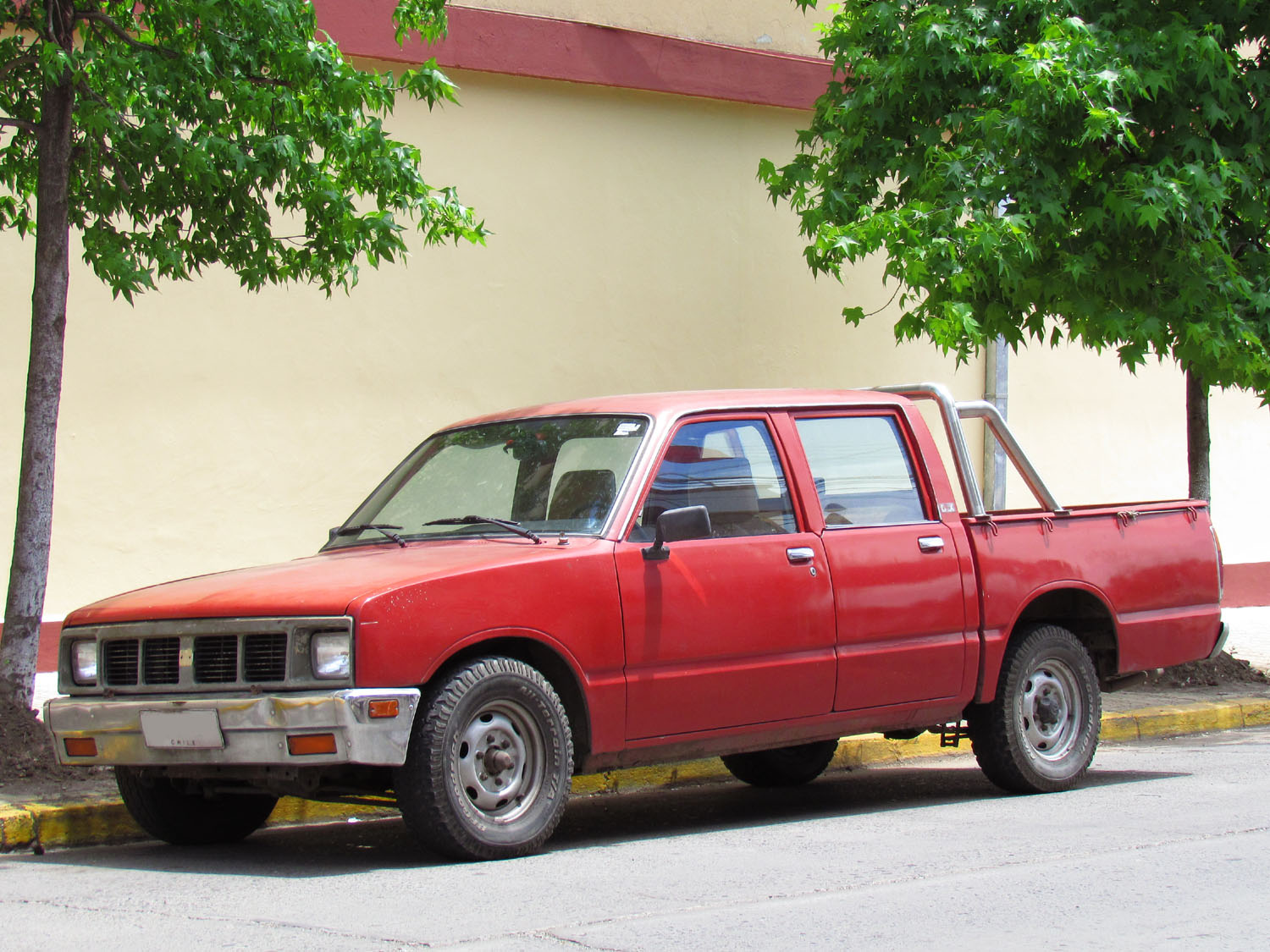
Chevrolet LUV DLX

## Третье поколение (TF; 1988—2005)
Автомобили Isuzu Faster третьего поколения производились под названием Isuzu Rodeo. В Северной и Южной Америке автомобили производились под названиями Isuzu Pickup и Chevrolet LUV. В Великобритании с 1988 по 1991 год автомобиль назывался Isuzu TF или Bedford Brava. После прекращения существования компании Bedford Vehicles технологии изготовления автомобиля были перенесены на завод Vauxhall, где производство продолжалось под брендом Vauxhall Brava.
В Таиланде автомобиль продавался под названиями Isuzu Faster-Z, Isuzu TFR и Honda Tourmaster. На других рынках автомобиль продавался под названиями Chevrolet T (Египет), Isuzu Ippon (Израиль), Isuzu Fuego (Филиппины) и Isuzu Invader (Малайзия). Лицензионные копии автомобилей выпускались в Китае под марками Jinbei SY10 и Foton Aoling T.

### Галерея

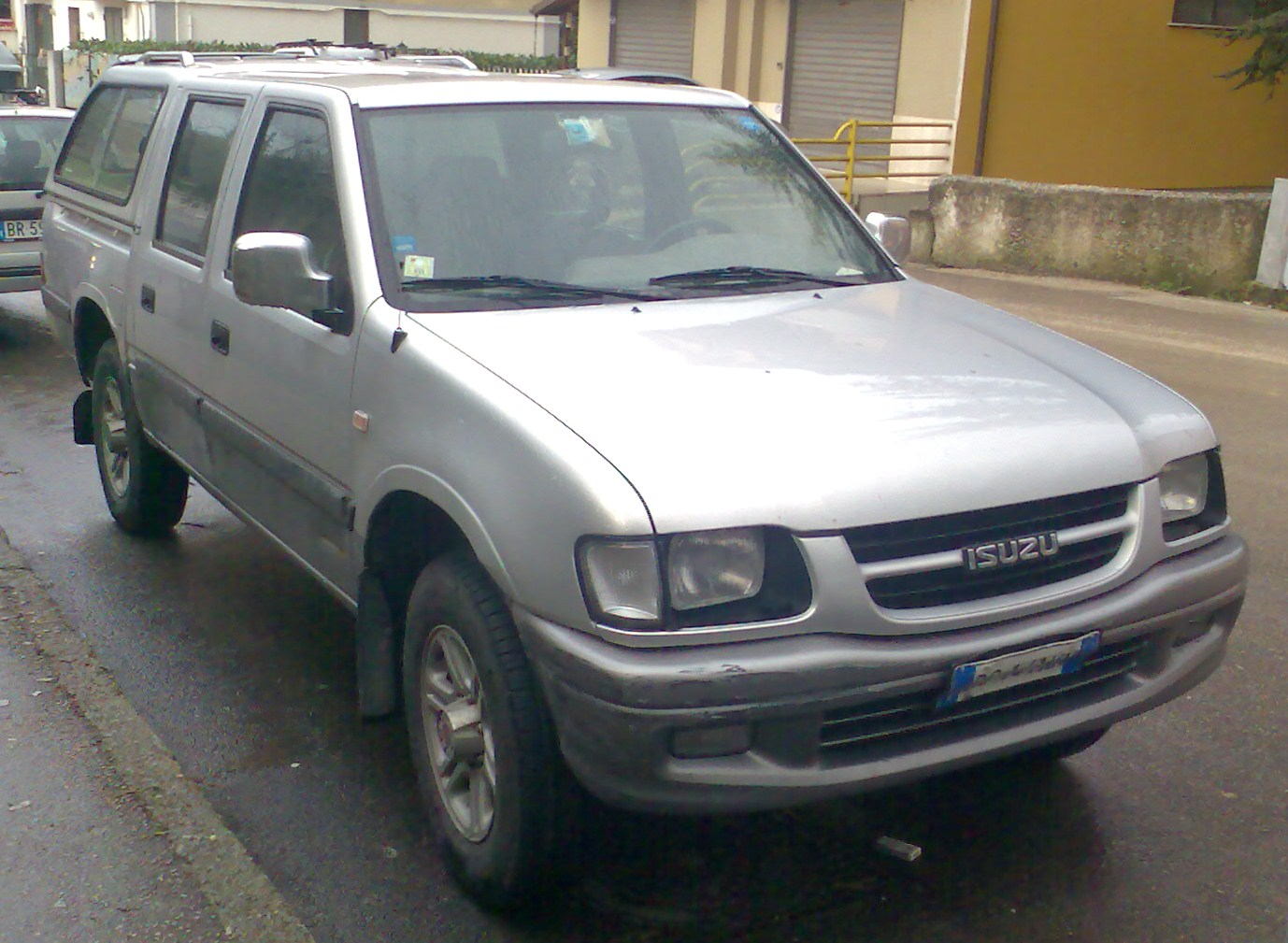
Isuzu TF
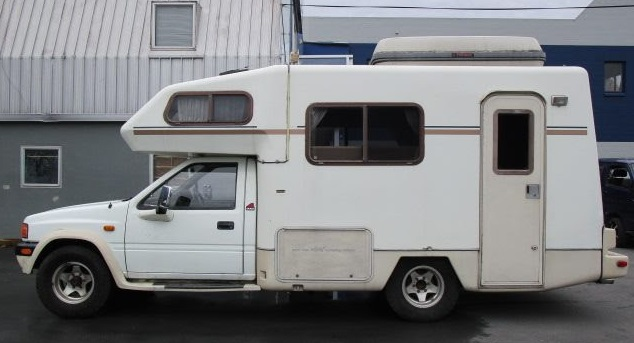
Isuzu Rodeo LWB
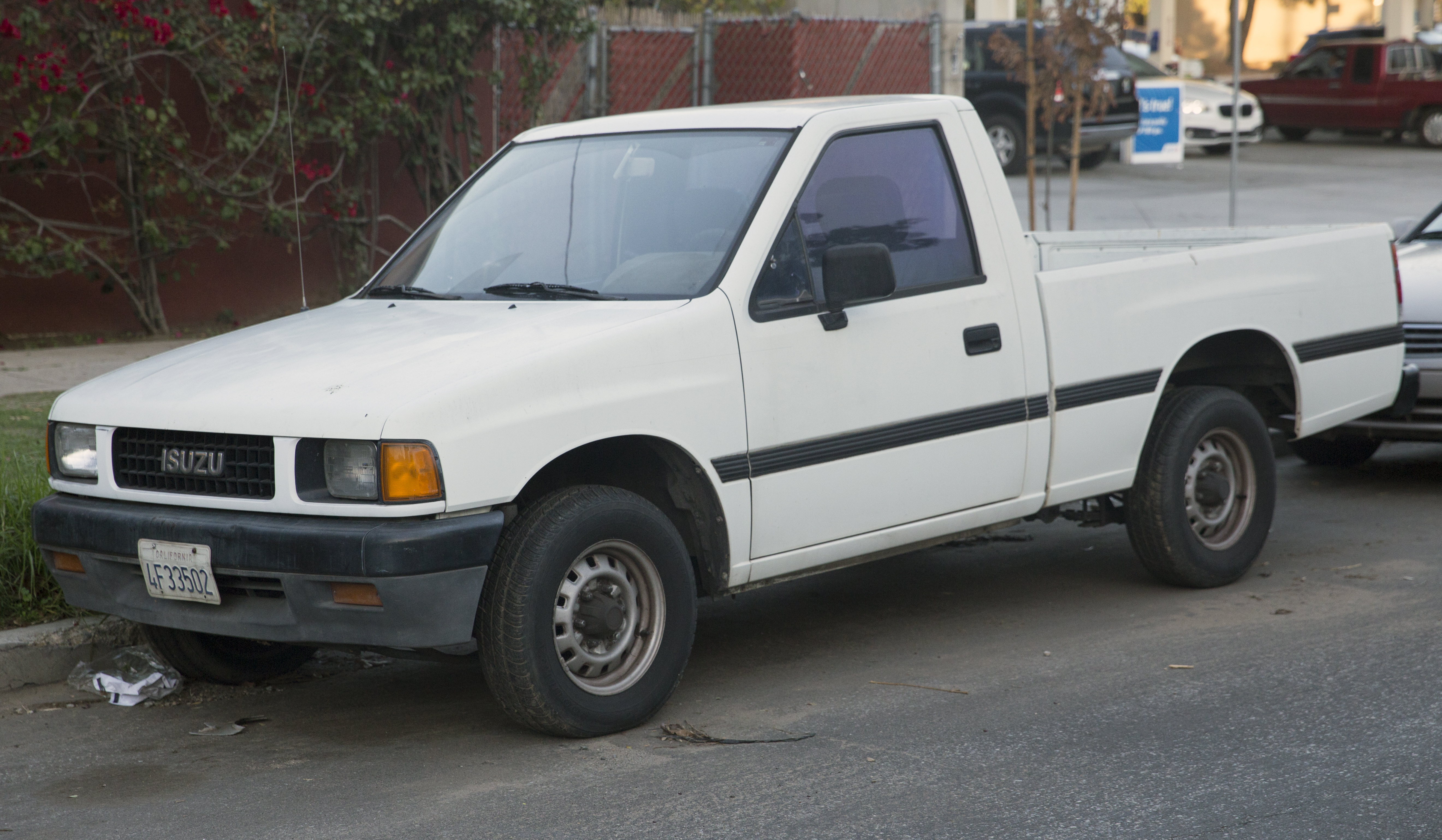
Isuzu Pickup 2WD
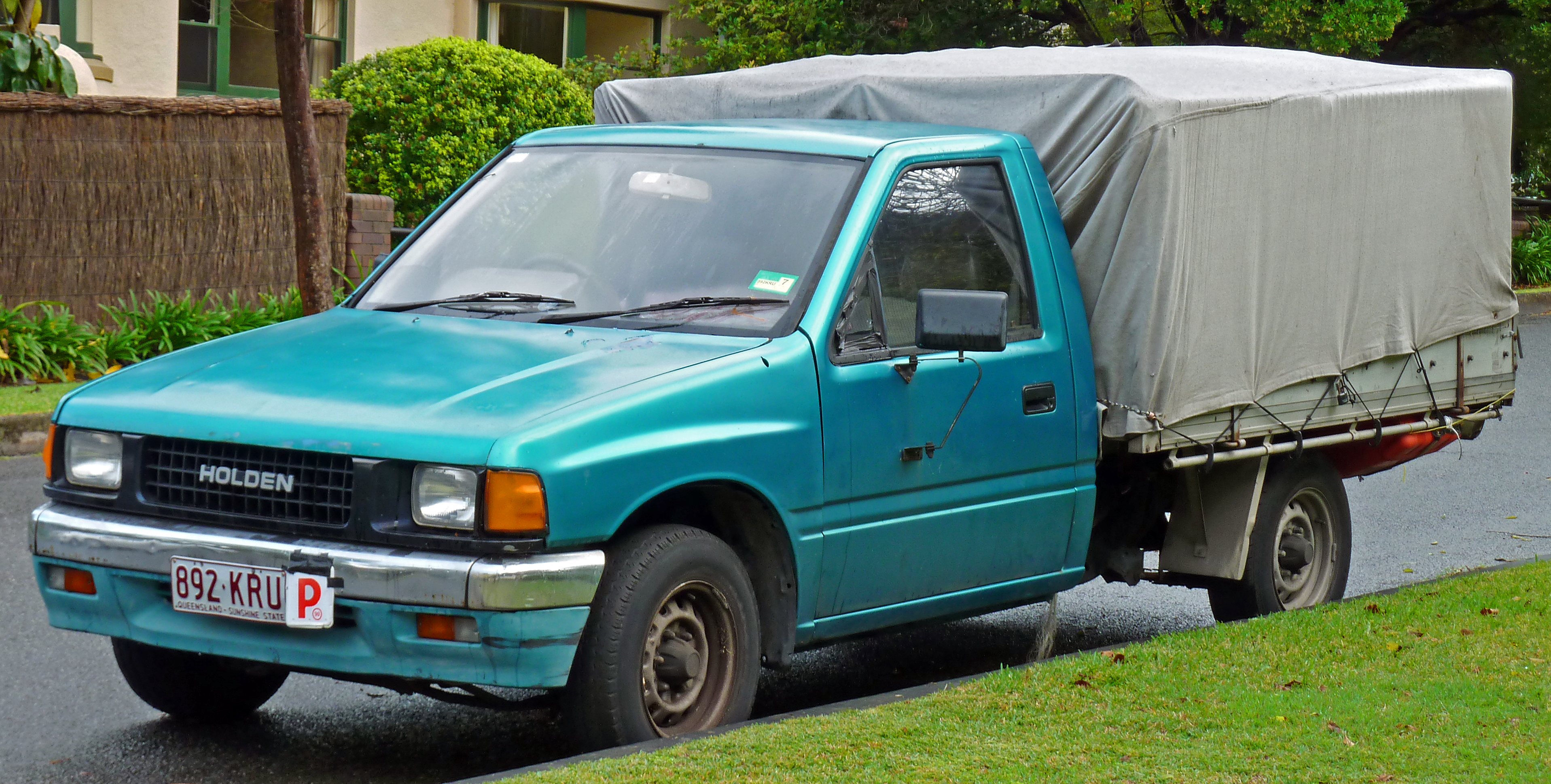
Holden Rodeo DLX
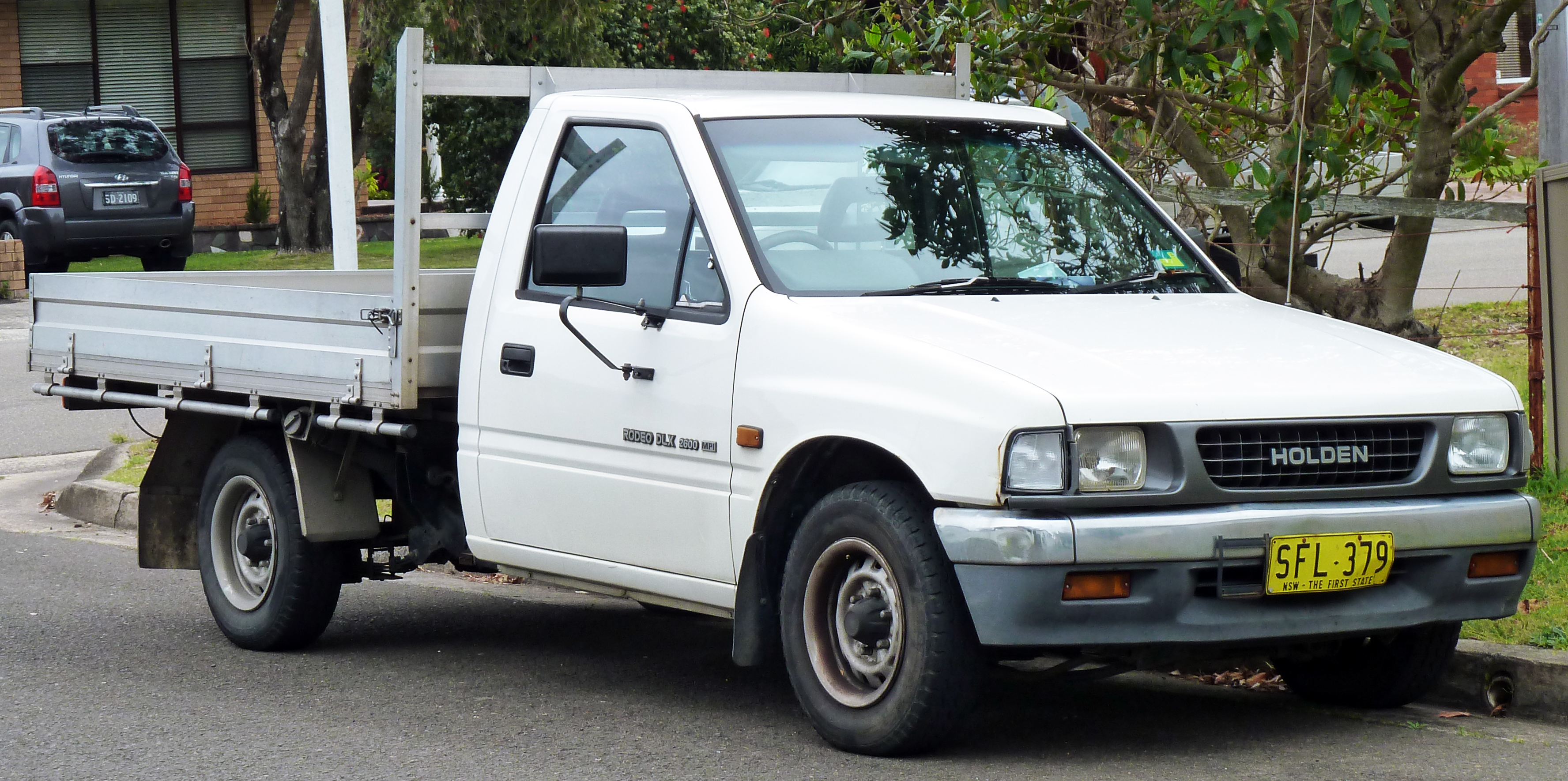
Holden Rodeo DLX
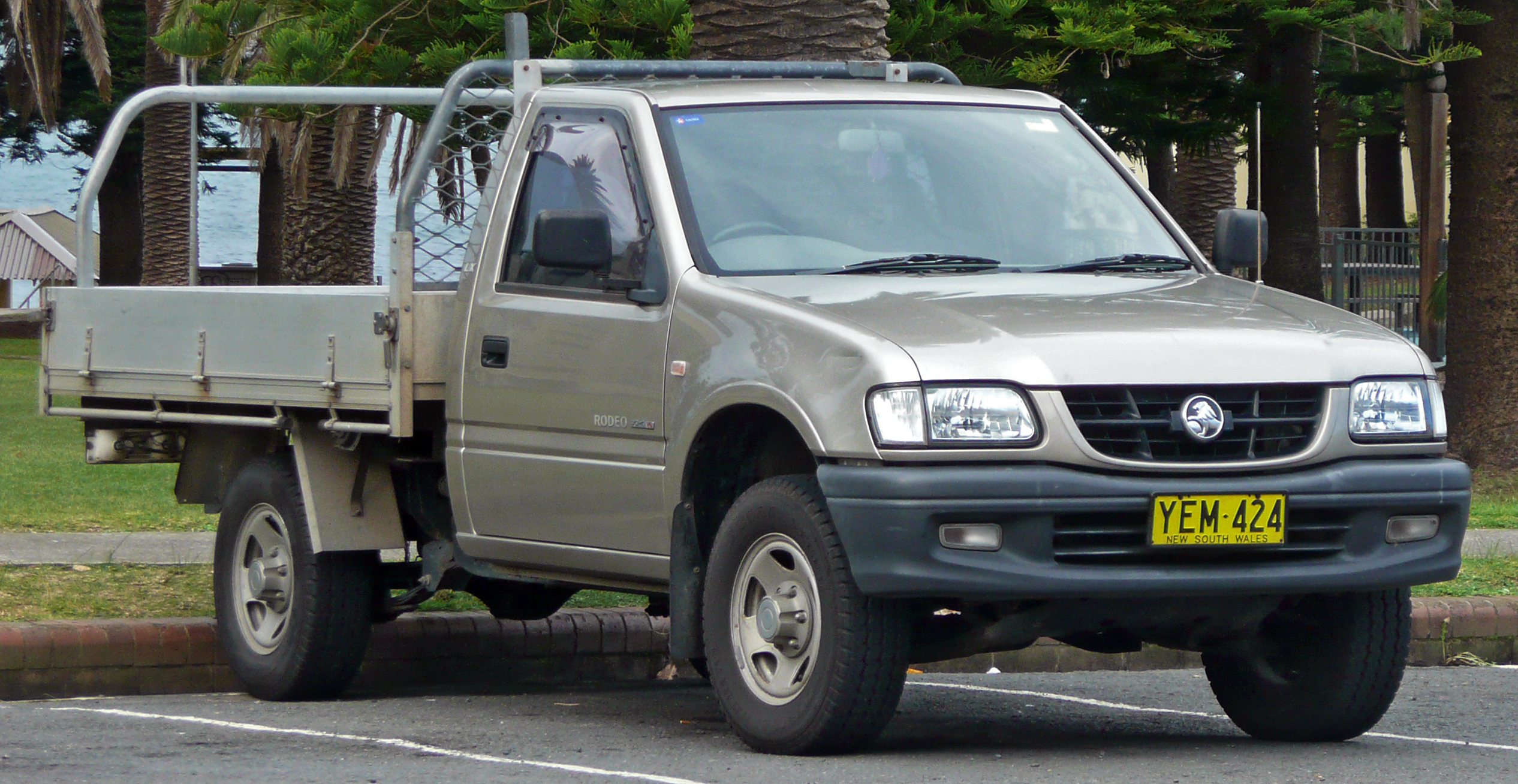
Holden Rodeo LX
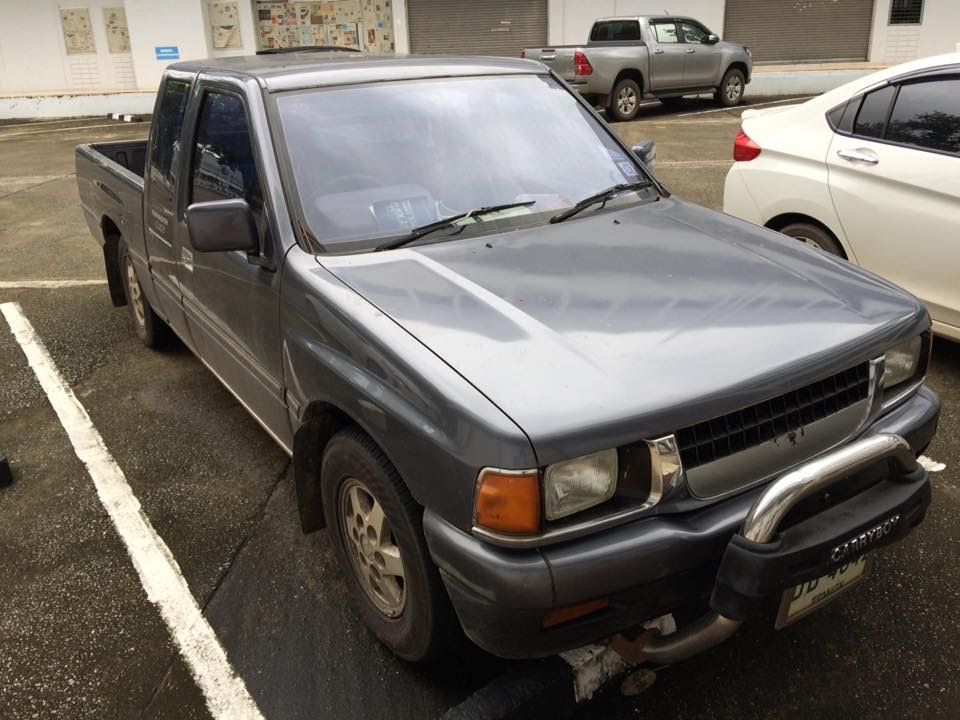
Honda Tourmaster LXS
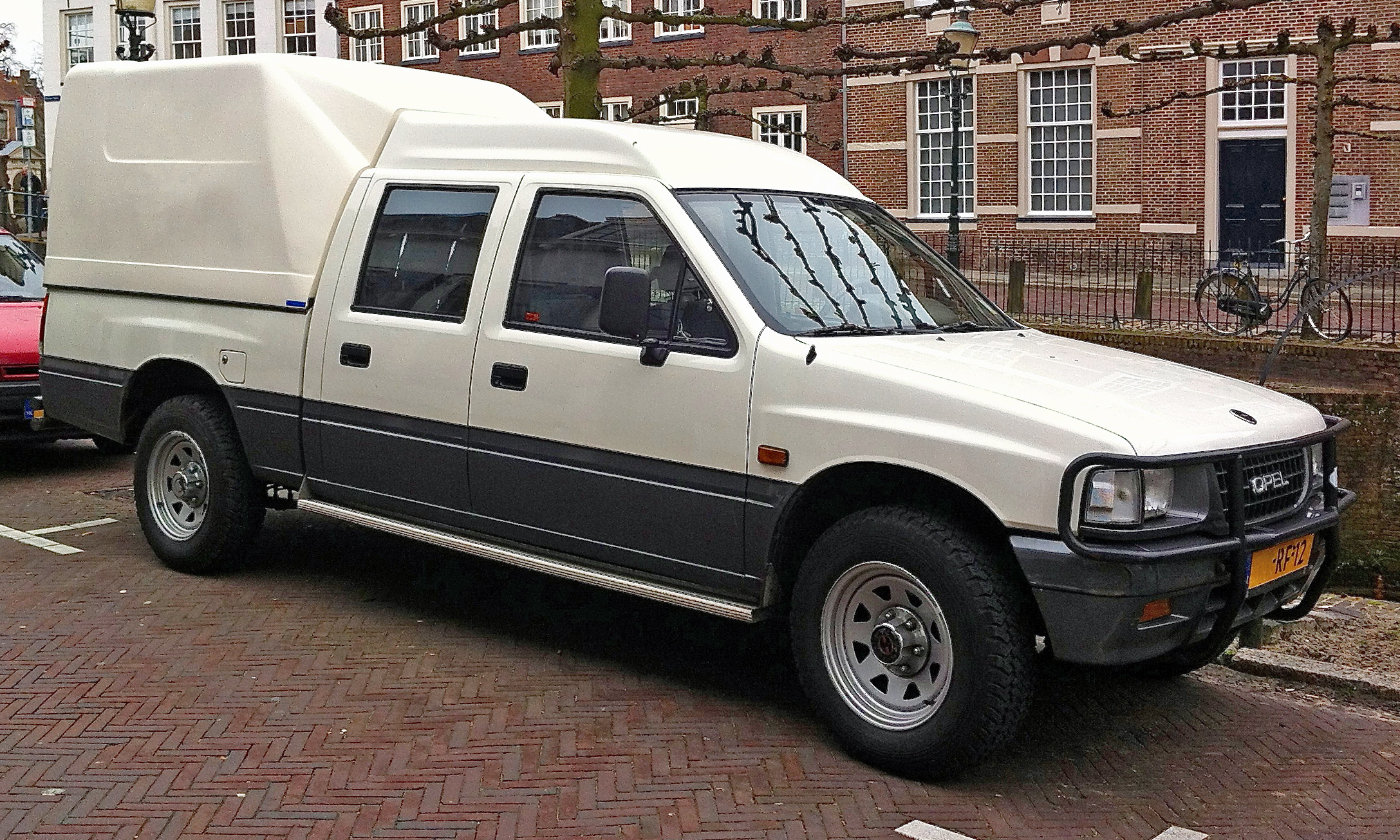
Opel Campo (TFS54)
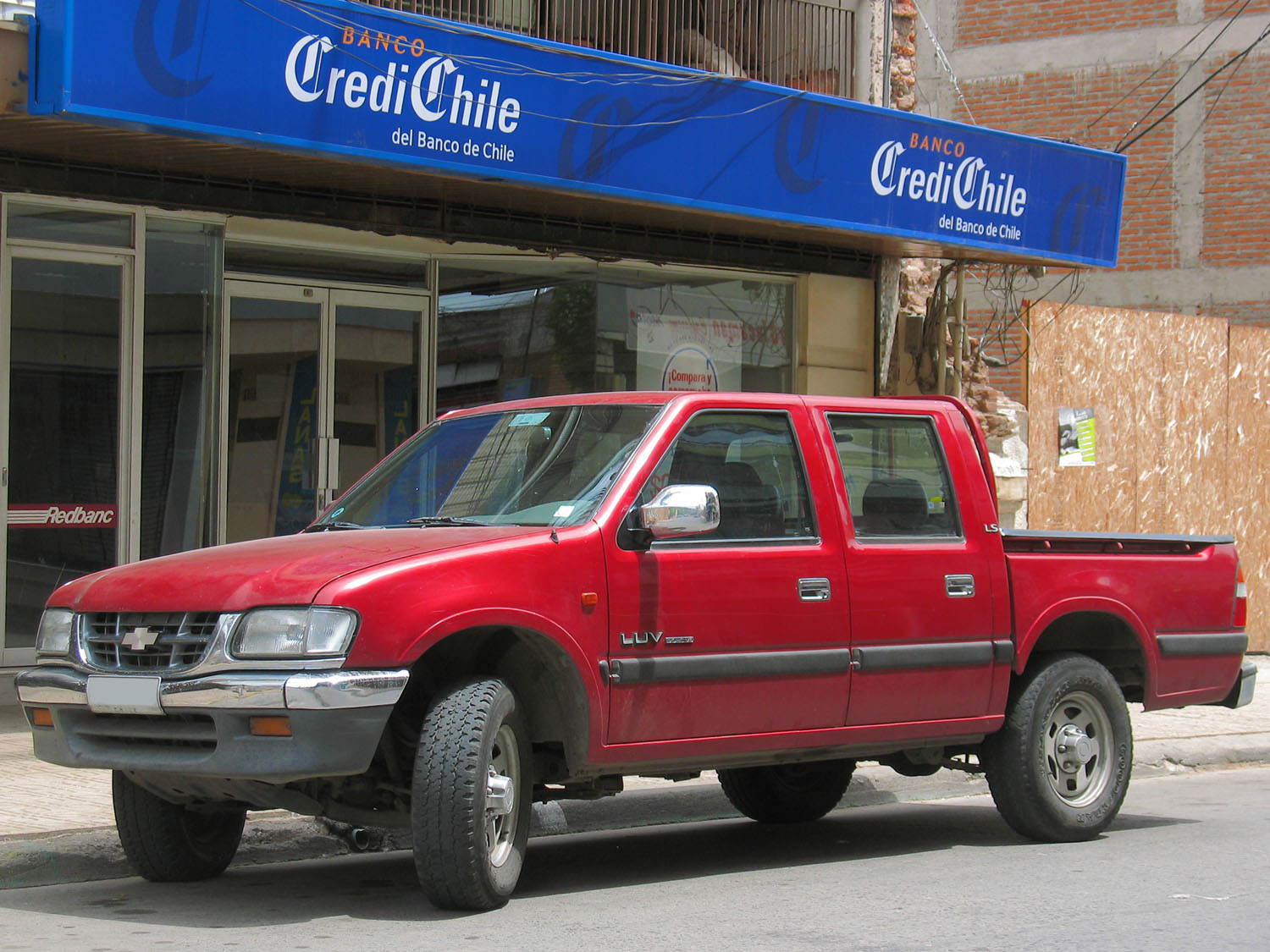
Chevrolet LUV LS
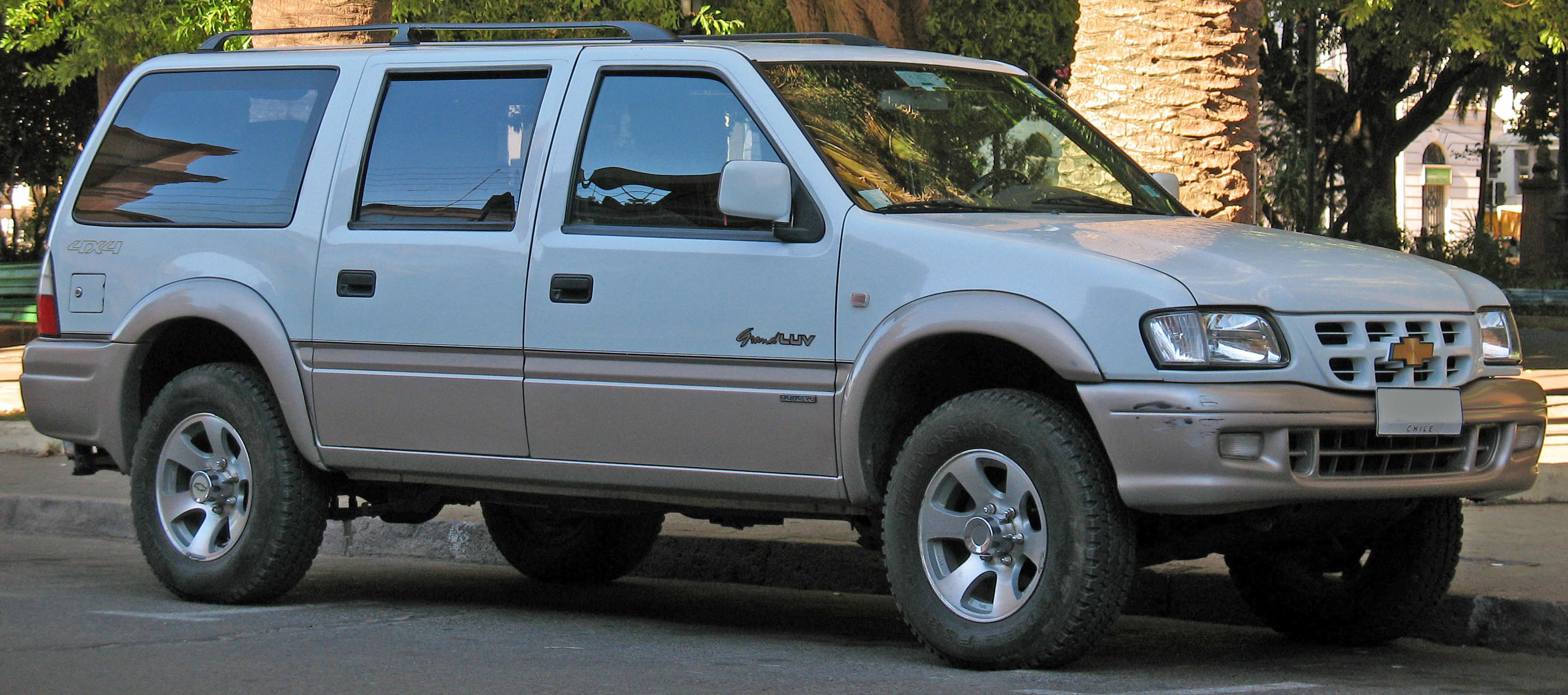
Chevrolet Grand LUV
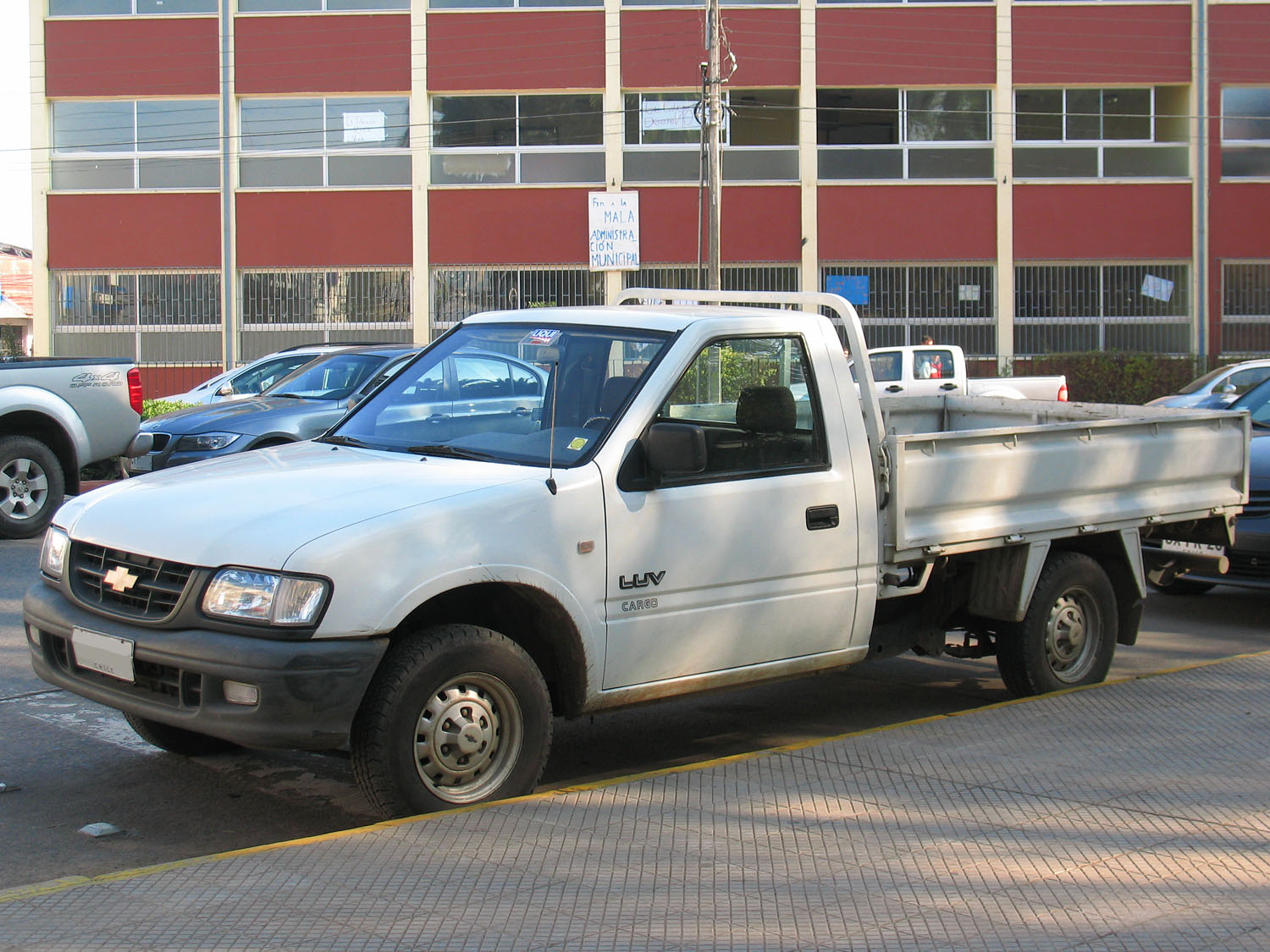
Chevrolet LUV Cargo
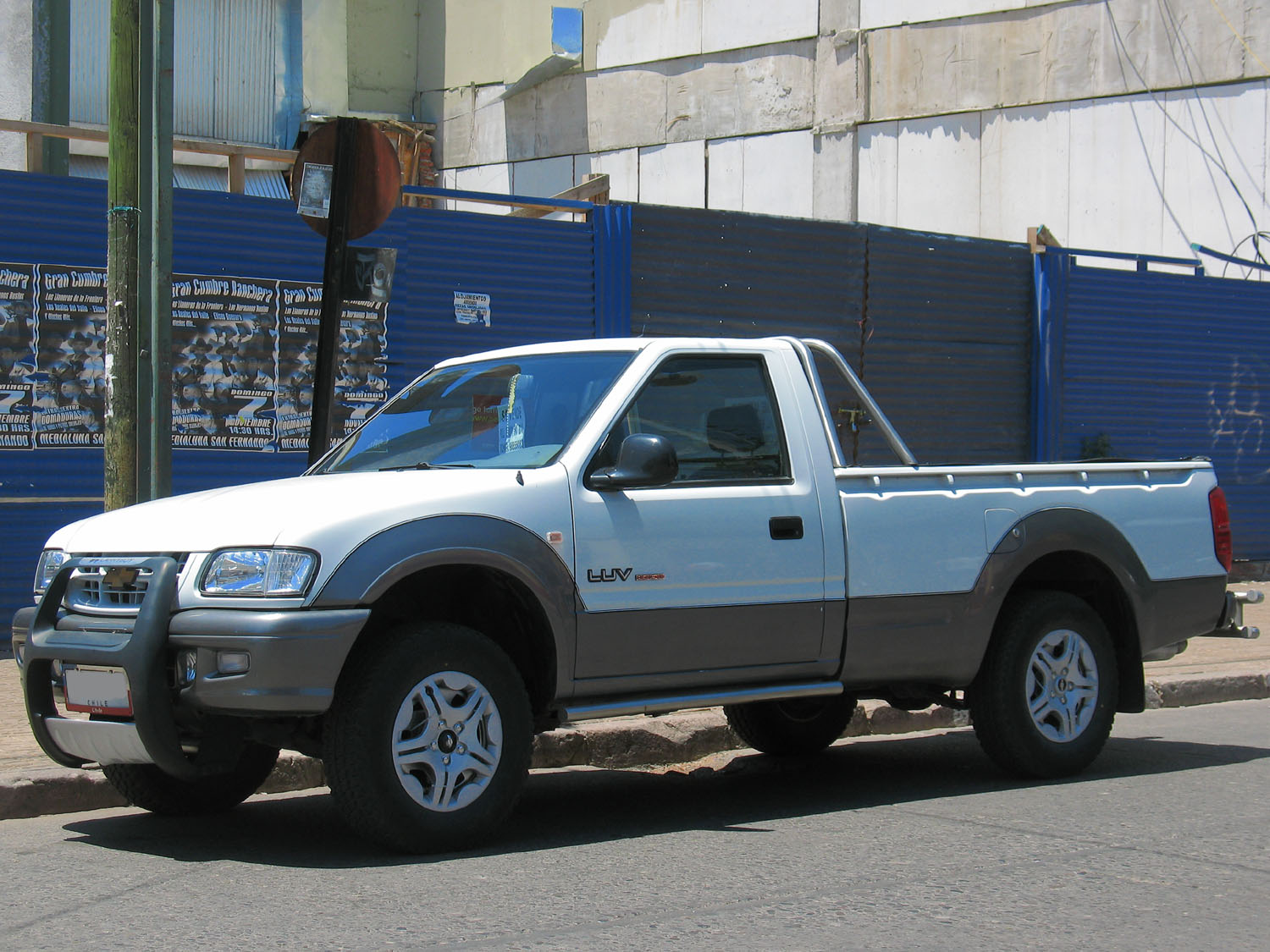
Chevrolet LUV
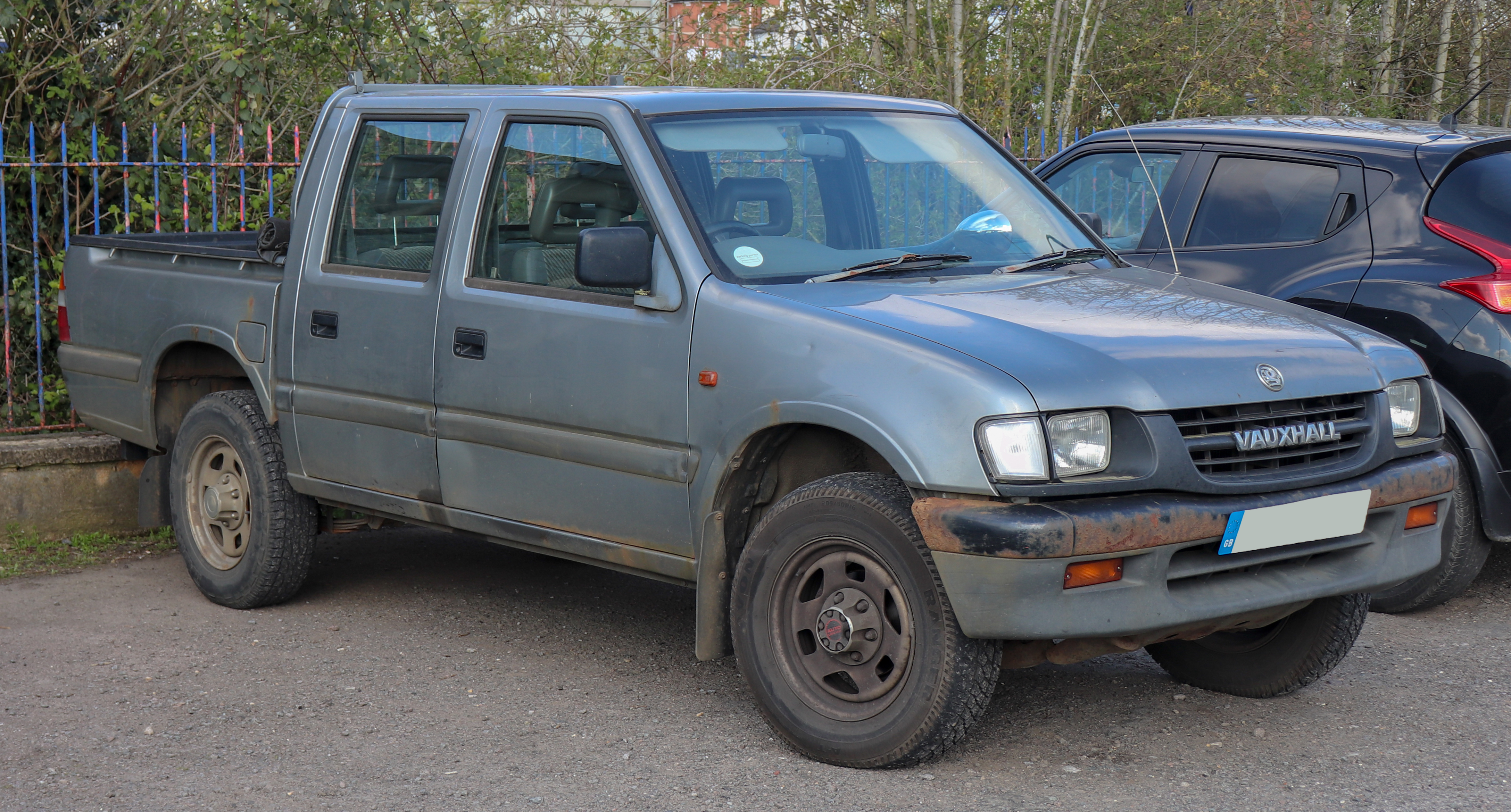
Vauxhall Brava